# Karimun (île)
Grande Île de Karimun est une île faisant partie de l'archipel des Îles Riau en Indonésie.

## Géographie
Grande Île de Karimun est située à 37 km de Singapour, dans le détroit de Malacca, et fait partie de la zone de libre-échange de Batam-Bintan-Karimun.
Elle a une superficie de 133 km2.